# Leichtathletik-Weltmeisterschaften 2015/4 × 400 m der Frauen
Die 4-mal-400-Meter-Staffel der Frauen bei den Leichtathletik-Weltmeisterschaften 2015 wurde am 29. und 30. August 2015 im Nationalstadion der chinesischen Hauptstadt Peking ausgetragen.
Weltmeister wurden die Staffel aus Jamaika mit Christine Day, Shericka Jackson, Stephenie Ann McPherson (Finale) und Novlene Williams-Mills (Finale) sowie den im Vorlauf außerdem eingesetzten Anastasia Le-Roy und Chrisann Gordon.

Die USA gewann die Silbermedaille in der Besetzung Sanya Richards-Ross, Natasha Hastings (Finale), Allyson Felix (Finale) und Francena McCorory sowie den im Vorlauf außerdem eingesetzten Phyllis Francis und Jessica Beard.

Bronze ging an die Staffel aus Großbritannien mit Christine Ohuruogu (Finale), Anyika Onuora, Eilidh Child und Seren Bundy-Davies sowie der im Vorlauf außerdem eingesetzten Kirsten McAslan.
Auch die im Vorlauf für die Medaillengewinnerinnen eingesetzten Läuferinnen aus Jamaika, den USA und Großbritannien erhielten entsprechendes Edelmetall. Rekorde und Bestleistungen standen dagegen nur den tatsächlich laufenden Athletinnen zu.

## Bestehende Rekorde
| Weltrekord | Sowjetunion Tazzjana Ljadouskaja, Olga Nasarowa, Marija Pinigina, Olha Bryshina | 3:15,17 min | OS in Seoul, Südkorea        | 1. Oktober 1988 |
| WM-Rekord  | USA Gwen Torrence, Maicel Malone-Wallace, Natasha Kaiser-Brown, Jearl Miles     | 3:16,71 min | WM in Stuttgart, Deutschland | 22. August 1993 |

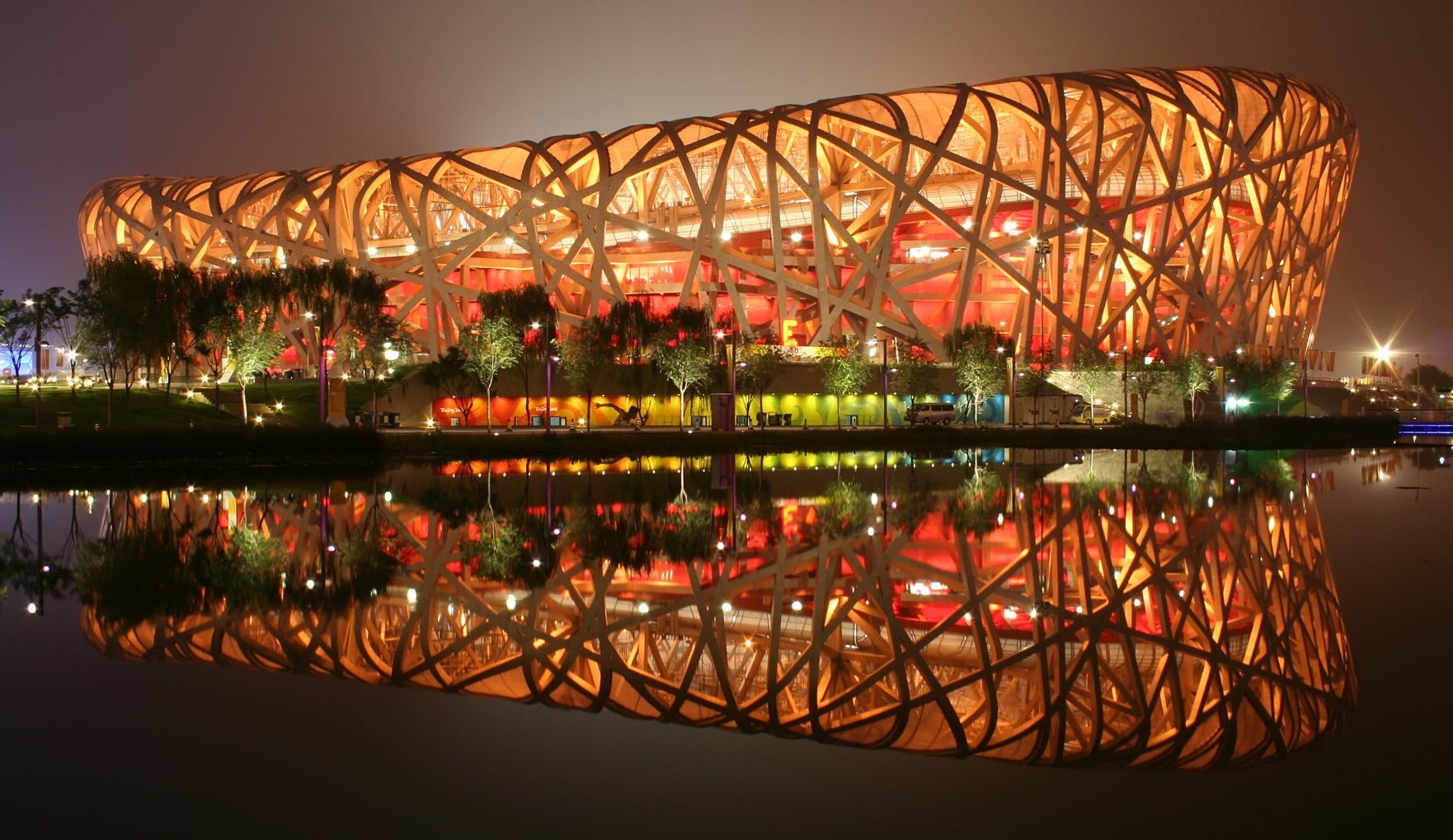
Das Nationalstadion Peking während der Weltmeisterschaften

Der bestehende WM-Rekord wurde bei diesen Weltmeisterschaften nicht eingestellt und nicht verbessert.
Es gab eine Weltjahresbestleistung und zwei Landesrekorde.
- Weltjahresbestleistung:
  - 3:19,13 min – Jamaika (Christine Day, Shericka Jackson, Stephenie Ann McPherson, Novlene Williams-Mills), Finale am 30. August
- Landesrekorde:
  - 3:28,46 min – Bahamas (Lanece Clarke, Christine Amertil, Katrina Seymour, Shaunae Miller), zweiter Vorlauf am 29. August
  - 3:28,46 min – Japan (Seika Aoyama, Kana Ichikawa, Asami Chiba, Sayaka Aoki), zweiter Vorlauf am 29. August

## Doping
Wegen eines positiven Dopingbefunds der Läuferin Tosin Adeloye wurde die nigerianische Staffel – zunächst auf Platz fünf – disqualifiziert und von der Teilnahme an den Olympischen Spielen 2016 ausgeschlossen.
Benachteiligt war dadurch vor allem das Team aus Italien, das so um die Beteiligung am Finale gebracht wurde, denn dort hätte Nigeria nicht starten dürfen. Doch da der Nachweis zum Dopingbetrug erst später erbracht werden konnte, war an dies faktisch nicht mehr zu ändern.

## Vorläufe
Aus den beiden Vorläufen qualifizierten sich die jeweils drei Ersten jedes Laufes – hellblau unterlegt – und zusätzlich die beiden Zeitschnellsten – hellgrün unterlegt –  für das Halbfinale.

### Vorlauf 1
29. August 2015, 10:15 Ortszeit (4:15 Uhr MESZ)
| Platz | Bahn | Land                | Athletinnen                                                                                 | Zeit (min)                        |
| ----- | ---- | ------------------- | ------------------------------------------------------------------------------------------- | --------------------------------- |
| 01    | 4    | Jamaika             | Anastasia Le-Roy (Vorlauf) Shericka Jackson Chrisann Gordon (Vorlauf) Christine Day         | 3:23,62                           |
| 02    | 2    | Russland            | Marija Michailjuk (Vorlauf) Xenija Sadorina Jekaterina Renschina (Vorlauf) Xenija Aksjonowa | 3:23,75 SB                        |
| 03    | 3    | Kanada              | Carline Muir Aiyanna Stiverne Sage Watson Nicole Sassine (Vorlauf)                          | 3:26,14 SB                        |
| 04    | 7    | Rumänien            | Andreea Grecu Anamaria Ioniță Sanda Belgyan Bianca Răzor                                    | 3:28,60 SB                        |
| 05    | 6    | Australien          | Anneliese Rubie Jessica Gulli Lauren Wells Morgan Mitchell                                  | 3:28,61 SB                        |
| 06    | 9    | Polen               | Małgorzata Hołub Patrycja Wyciszkiewicz Joanna Linkiewicz Justyna Święty                    | 3:32,83                           |
| 07    | 5    | Volksrepublik China | Huang Guifen Wang Huan Li Xue Cheng Chong                                                   | 3:34,98                           |
| DOP   | 8    | Nigeria             | Regina George Funke Oladoye Tosin Adeloye Patience Okon George                              | 3:23,27 für das Finale zugelassen |

### Vorlauf 2
29. August 2015, 10:26 Ortszeit (4:26 Uhr MESZ)
| Platz | Bahn | Land           | Athletinnen                                                                             | Zeit (min)                                        |
| ----- | ---- | -------------- | --------------------------------------------------------------------------------------- | ------------------------------------------------- |
| 01    | 4    | USA            | Phyllis Francis (Vorlauf) Jessica Beard (Vorlauf) Sanya Richards-Ross Francena McCorory | 3:23,05                                           |
| 02    | 9    | Großbritannien | Eilidh Child Anyika Onuora Kirsten McAslan (Vorlauf) Seren Bundy-Davies                 | 3:23,90 SB                                        |
| 03    | 3    | Frankreich     | Estelle Perrossier Marie Gayot Agnès Raharolahy Floria Gueï                             | 3:24,86 SB                                        |
| 04    | 2    | Ukraine        | Julija Olischewska (Vorlauf) Olha Bibik (Vorlauf) Olha Semljak Olha Ljachowa            | 3:27,01 SB                                        |
| 05    | 7    | Italien        | Maria Benedicta Chigbolu Elena Maria Bonfanti Ayomide Folorunso Chiara Bazzoni          | 3:27,07 SB eigentlich für das Finale qualifiziert |
| 06    | 8    | Bahamas        | Lanece Clarke Christine Amertil Katrina Seymour Shaunae Miller                          | 3:28,46 NR                                        |
| 07    | 6    | Japan          | Seika Aoyama Kana Ichikawa Asami Chiba Sayaka Aoki                                      | 3:28,91 NR                                        |
| 08    | 5    | Indien         | Jisna Mathew Tintu Lukka Debashree Mazumdar Machettira Raju Poovamma                    | 3:29,08 SB                                        |

## Finale
30. August 2015, 20:45 Uhr Ortszeit (14:05 Uhr MESZ)
Bei den Weltmeisterschaften und Olympischen Spielen der letzten Jahre hatten immer die US-Amerikanerinnen diese Staffel für sich entschieden. Aber in diesem Jahr hatten die Läuferinnen aus Jamaika im Einzelfinale über 400 Meter die Plätze drei bis sechs belegt, sodass Jamaika leicht favorisiert in das Rennen ging. Der Kampf um die Bronzemedaille wurde vor allem zwischen Europameister Frankreich sowie den hier im Vorlauf starken Staffeln aus Russland und Großbritannien erwartet.
Im Finale kam es zu folgenden Besetzungsänderungen:
- Jamaika – Stephenie Ann McPherson und Novlene Williams-Mills ersetzten Anastasia Le-Roy und Chrisann Gordon.
- USA – Natasha Hastings lief für Phyllis Francis, Allyson Felix für Jessica Beard.
- Großbritannien – Kirsten McAslan wurde durch Christine Ohuruogu ersetzt.
- Russland – Nadeschda Kotljarowa lief anstelle von Marija Michailjuk, Xenija Ryschowa anstelle von Jekaterina Renschina.
- Ukraine – Natalija Lupu und Natalija Pyhyda ersetzten Julija Olischewska und Olha Bibik.
- Kanada – Audrey Jean-Baptiste lief für Nicole Sassine.

Schon nach dem ersten Wechsel führte Jamaika. Startläuferin Christine Day hatte einen deutlichen Vorsprung vor ihren Gegnerinnen herausgelaufen. Natasha Hastings für die USA und Anyika Onuora für Großbritannien gingen das Rennen auf der zweiten Runde scharf an und verkürzten den Abstand zu Jamaika mit Shericka Jackson. Doch Jackson löste sich in der Zielkurve wieder von ihren Gegnerinnen und gab den Staffelstab mit mehr als zehn Metern Vorsprung weiter an Stephenie McPherson, die dritte Läuferin für Jamaika. Die USA und Großbritannien lagen weiterhin eng zusammen auf den Rängen zwei und drei. Die Britin Eilidh Child musste nun allerdings Allyson Felix, dritte US-Läuferin, ziehen lassen. Felix verkürzte den Abstand zu McPherson zusehends und zog auf der Zielgeraden sogar an ihr vorbei.
Mit knappem Vorsprung ging die US-Schlussläuferin Francena McCorory ins Rennen gegen die Jamaikanerin Novlene Williams-Mills. Der Abstand auf die drittplatzierten Britinnen mit Seren Bundy-Davies betrug mehr als zwanzig Meter. Dahinter ging es enger zu, die Russinnen waren im Kampf um Bronze noch nicht geschlagen. In der Zielkurve konnte McCorory eine kleine Lücke gegen Williams-Mills herauslaufen, es sah schon fast nach einem Sieg für die US-Amerikanerinnen aus. Bundy-Davies vergrößerte derweil den Abstand zu den Staffeln hinter ihr weiter. Auf der Zielgeraden gingen McCorory dann doch die Kräfte aus, Williams-Mills zog kurz vor dem Ziel an ihr vorbei und sicherte Jamaika den Weltmeistertitel vor den Vereinigten Staaten. Großbritannien gewann schließlich Bronze vor Russland, der Ukraine, Frankreich und Kanada.

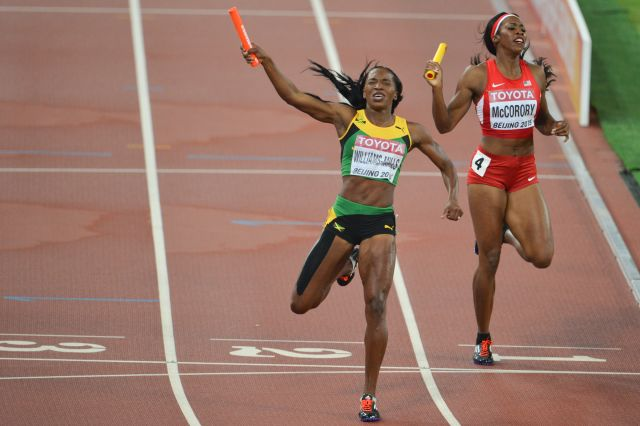
Zieleinlauf des Finales der 4 × 400-m-Staffel

| Platz | Bahn | Land           | Athletinnen | Zeit (min) |
| ----- | ---- | -------------- | --- | ---------- |
|       | 6    | Jamaika        | Christine Day Shericka Jackson Stephenie Ann McPherson (Finale) Novlene Williams-Mills (Finale) im Vorlauf außerdem: Anastasia Le-Roy Chrisann Gordon | 3:19,13 WL |
|       | 4    | USA            | Sanya Richards-Ross Natasha Hastings (Finale) Allyson Felix (Finale) Francena McCorory im Vorlauf außerdem: Phyllis Francis Jessica Beard             | 3:19,44    |
|       | 5    | Großbritannien | Christine Ohuruogu (Finale) Anyika Onuora Eilidh Child Seren Bundy-Davies im Vorlauf außerdem: Kirsten McAslan                                        | 3:23,62 SB |
| 4     | 8    | Russland       | Nadeschda Kotljarowa (Finale) Xenija Sadorina Xenija Ryschowa (Finale) Xenija Aksjonowa im Vorlauf außerdem: Marija Michailjuk Jekaterina Renschina   | 3:24,84    |
| 5     | 2    | Ukraine        | Olha Semljak Natalija Lupu (Finale) Natalija Pyhyda (Finale) Olha Ljachowa im Vorlauf außerdem: Julija Olischewska Olha Bibik                         | 3:25,94 SB |
| 6     | 9    | Frankreich     | Estelle Perrossier Marie Gayot Agnès Raharolahy Floria Gueï                                                                                           | 3:26,45    |
| 7     | 3    | Kanada         | Carline Muir Aiyanna Stiverne Sage Watson Audrey Jean-Baptiste (Finale) im Vorlauf außerdem: Nicole Sassine                                           | 3:27,59    |
| DOP   | 7    | Nigeria        | Regina George Funke Oladoye Tosin Adeloye Patience Okon George                                                                                        | 3:25,11    |

## Video
- 4x400m women relay IAAF World Athletics Championships 2015 Beijing, youtube.com, abgerufen am 21. Februar 2021